# Riri Shushu no subete
Rirī Shushu no Subete (リリイ・シュシュのすべて) (bra: All About Lily Chou Chou ou Tudo sobre Lily Chou Chou; prt: All About Lily Chou Chou) é um filme japonês de 2001, escrito e dirigido por Shunji Iwai, que conta a história de vários estudantes por volta de seus 14 anos de idade e o impacto que a música da enigmática Lily Chou-Chou tem em suas vidas.

## Enredo
Tudo Sobre Lily Chou-Chou segue dois garotos, Shūsuke Hoshino e Yūichi Hasumi, do início do primeiro ano de ensino médio aonde eles se conheceram pela primeira vez, até o segundo ano de ensino médio. A linha de tempo do filme é fora de ordem, começando no meio da história, um pouco depois do segundo semestre começar, seguindo para o primeiro semestre e as férias do meio de ano, e encerrando no presente.
No ensino fundamental, Hoshino era um dos melhores estudantes da escola, mas sofria na mão de outros estudantes. Hoshino e Hasumi se encontram e se tornam amigos após ambos entrarem no clube de kendo; após alguns eventos, Hoshino convida Hasumi para passar a noite em sua casa. A família de Hoshino é bem rica em comparação à família de Hasumi. Hasumi, em um momento, se confunde, achando que a mãe de Hoshino fosse sua irmã.
O treino no clube de kendo durante as férias de verão é difícil. Por causa disso, Hoshino, Hasumi e alguns outros garotos do primeiro ano decidem fazer uma viagem para Okinawa. Chegando lá, Hoshino tem uma experiência de quase-morte e sua personalidade muda de bem comportado para perigoso e manipulativo. De volta à escola em setembro para o segundo semestre, ele toma a posição de bully da classe e demonstra seu novo poder infernizando e destruindo a vida de seus colegas de classe. Em um ponto de vista alternativo, no caso a de Sumika Kanzaki, a mudança abrupta da personalidade de Hoshino se dá pelo divórcio de seus pais seguido da falência da empresa de seus familiares.
O confuso, tímido e antes amigo de Hoshino, Hasumi, se encontra preso dentro da gangue de seu maior tormento. Ele é ridicularizado e obrigado a fazer o trabalho sujo de Hoshino. Seu único amparo é a música etérea de Lily Chou-Chou, e a sua fanpage, aonde ele age como editor do website. As coisas começam a piorar para todos quando Hasumi é chamado para supervisionar Shiori Tsuda, cujo Hoshino havia chantageado para fazer com que ela praticasse enjo kōsai, e uma outra garota é estuprada pelos lacaios de Hoshino após, sem intenção, ofender a gangue feminina da escola. Porém, tudo culmina quando Hasumi vai até Tóquio para ver um concerto de Lily Chou-Chou, e acaba encontrando a última pessoa na qual ele gostaria de ver naquele momento.
A história de Hoshino e Hasumi é contada de forma paralela através de mensagens postadas em um fórum da Lily Chou-Chou que são exibidas na tela. Até a cena do concerto, as identidades por trás dos usuários são desconhecidas.

## Elenco
- Shugo Oshinari como Shūsuke Hoshino (星野修介 Hoshino Shūsuke), o melhor estudante da escola cujo, após uma viagem para Okinawa, se torna um bully. Seu usuário é o Gato Azul (青猫 Ao Neko).
- Hayato Ichihara como Yūichi Hasumi (蓮見雄一 Hasumi Yūichi), Inicialmente era amigo de Hoshino, mas após o incidente em Okinawa, ele continua na gangue de forma relutante. Mais tarde ele acaba se tornando alvo de bullying do próprio Hoshino. Yūichi é o personagem principal do filme. Ele administra o BBS da Lily Chou-Chou sob o nome de usuário Philia (フィリア Firia) e é um grande fã da cantora.
- Ayumi Ito como Yōko Kuno (久野陽子 Kuno Yōko), uma colega de classe de Yūichi. Uma pianista brilhante, ela é alvo de inveja de um grupo de garotas poderosas, e por causa disso, ela sofre bullying constante. Ela é estuprada pela gangue de Hoshino e tem seu cabelo cortado como uma forma de evitar que ela tenha o mesmo destino que Shiori Tsuda.
- Yū Aoi como Shiori Tsuda (津田詩織 Tsuda Shiori), uma colega de classe de Yūichi que é chantageada por Hoshino a fazer enjo kōsai. Yūichi se torna seu amigo mais tarde na história, e a introduz à música de Lily. Perto do fim do filme ela comete suicídio.
- Yuki Ito como Kamino, um dos garotos de uniforme azul na estação de trem quando a Kuno é apresentada.
- Izumi Inamori como Izumi Hoshino (星野いずみ Hoshino Izumi), mãe de Hoshino. É desconhecido se ela é solteira. Ela ama bastante seu filho e recebe Yūichi de braços abertos quando ele passa a noite em sua casa. Um colega de classe de Yūichi sugere que isso foi feito para ela ter certeza de que ele seria um amigo definitivo de Hoshino.
- Salyu como Lily Chou-Chou, uma cantora enigmática e etérea que Yūichi, Tsuda e outros no filme são fãs. Ela é raramente vista no filme, salvo por um vídeo em um telão perto do fim do filme, mas sua música é presente em todo o filme. Seus fãs dizem que ela contém o que é chamado de "Éter", o mesmo que muitos filósofos anteriormente acreditavam ser uma substância invisível no qual a luz atravessa por dentro. Este "éter" pode ser ouvido nas canções calmas e melancólicas que ela canta.
- Takao Osawa como Tabito Takao
- Miwako Ichikawa como Shimabukuro

## Produção
Em 1 de abril de 2000, Shunji Iwai iniciou sua novel cibernética, na forma de um site chamado Lilyholic, aonde ele postava como várias pessoas diferentes no BBS. Leitores da novel eram livres para postar como os personagens de Iwai e também promover interações entre si, com certeza este filme foi baseado em alguns eventos que ocorreram neste BBS. Após os principais eventos da novel se encerrarem, a área de postagem foi fechada e a segunda fase da nove se iniciou, que era sobre a vida dos jovens. (A novel está disponível em CD-ROM, mas apenas em Japonês.)
A produção do filme foi iniciada em Ashikaga, na prefeitura de Tochigi em 13 de agosto de 2000 e foi encerrada em 28 de novembro de 2000. Estreou no Festival Internacional de Cinema de Toronto em 7 de setembro de 2001 e teve seu lançamento aberto ao público no Japão em 6 de outubro de 2001.
Iwai foi o primeiro diretor Japonês, na época, a usar a nova câmera digital 24p progressiva para filmar um filme.
Diz-se que quem inspirou Iwai a filmar em digital foi o seu amigo, o diretor de anime e live-action Hideaki Anno, que filmou seu filme Love & Pop em digital, em 1998. Anno, mais tarde, chamou Iwai para ser o personagem principal de seu segundo filme em live-action, Shiki-Jitsu. Após o lançamento do filme, uma sinopse escrita pelo ponto de vista do personagem principal Yūichi foi disponibilizada na internet para explicar os eventos do filme.

## Música
A trilha sonora de Lily Chou-Chou foi escrita e arranjada por Takeshi Kobayashi, com vocais da cantora Salyu. Contém várias canções que são cantadas pela rock star fictícia Lily Chou-Chou no filme. A trilha sonora também faz bastante uso da música de Claude Debussy.
Em 2010 Salyu e Takeshi Kobayashi lançaram uma nova música no YouTube através de uma conta chamada 'LilyChouChou2000', indicando que a persona de Lily Chou-Chou ainda estava viva.

## Prêmios e nomeações
- 2002 Festival Internacional de Cinema de Berlim Prêmio C.I.C.A.E.: Menção Especial – Panorama (Shunji Iwai)[8]
- 2002 6º Festival Internacional de Cinema de Xangai – Melhor música (Takeshi Kobayashi) e Prêmio Especial do Júri (Shunji Iwai)[9]